# Toxic
Toxic (Jedovatý) je píseň Britney Spears z jejího čtvrtého alba In the Zone, která obdržela i prestižní ocenění Grammy Awards. Píseň vyšla během první čtvrtiny roku 2004.

## Informace o písni
Píseň produkovali The Bloodshy a Avant, kteří píseň popsali jako Jamese Bonda zkříženého s bollywoodským filmem.
Píseň je o zamilovanosti, při které cítíme, že skládáme určitou oběť, a že láska je pro nás droga, která má účinek jako cigarety nebo alkohol.

## Videoklip
Režie klipu se ujal Joseph Kahn, ale scénář klipu vymyslela sama Britney a patří k nejdražším videoklipům historie.
Klip začíná v letadle, kde Britney pracuje jako letuška. Na toaletách potká staršího muže a začne jej líbat, po chvíli z něj strhne masku a ukradne mu z kapsy klíč.
Část, kdy má Britney červené vlasy a kožené oblečení se natáčela v ulicích Paříže. Tentokrát je Britney ve scénách neohrožená a dokáže si poradit s ohněm i s mnoha zabezpečeními.
Na konci vidíme(když má černé vlasy), že se vkradla do pokoje svého bývalého milence, kterého otráví, dá mu polibek na čelo a vyskočí z okna.
Klip končí tam, kde začal tudíž Britney jako letuška.

## Ocenění a nominace
Toxic získala řadu cen a nominací. Nejvíce nominací obdržela na MTV Video Music Awards 2004, ale vyhrála jen jedinou.
Za tuto píseň obdržela Britney i svou první Grammy Awards a to v kategorii Nejlepší taneční nahrávka.

## Hitparádové úspěchy
Toxic je druhým největším hitem po …Baby One More Time alespoň podle americké kritiky.
Píseň Toxic se zkrátka stala jedním z největších hitů roku 2004. Grandiózního úspěchu se dočkal po delší pauze i ve Velké Británii, kde dali posluchači Britney přednost dokonce i před Kylie Minogue. V Británii se nakonec singlu prodalo na 268,000 kusů a stal se devátým nejprodávanějším za rok 2004.

## Umístění ve světě
| Hitparáda         | Umístění |
| ----------------- | -------- |
| USA               | 9        |
| Argentina         | 1        |
| Austrálie         | 1        |
| Rakousko          | 5        |
| Belgie            | 6        |
| Brazílie          | 4        |
| Kanada            | 1        |
| Chile             | 1        |
| Čína              | 2        |
| Dánsko            | 4        |
| Evropa            | 1        |
| Finsko            | 8        |
| Francie           | 3        |
| Německo           | 4        |
| Izrael            | 1        |
| Řecko             | 1        |
| Indie             | 12       |
| Indonésie         | 1        |
| Irsko             | 1        |
| Itálie            | 4        |
| Lotyšsko          | 5        |
| Mexiko            | 1        |
| Nizozemsko        | 4        |
| Nový Zéland       | 2        |
| Norsko            | 1        |
| Peru              | 1        |
| Portugalsko       | 1        |
| Rusko             | 2        |
| Singapur          | 1        |
| Španělsko         | 5        |
| Švédsko           | 2        |
| Švýcarsko         | 4        |
| Tchaj-wan         | 5        |
| Tokio             | 7        |
| Velká Británie    | 1        |
| Světová hitparáda | 1        |
| Turecko           | 1        |
| Eso               | 2        |